# Beridops penai
Beridops penai är en tvåvingeart som beskrevs av James 1973. Beridops penai ingår i släktet Beridops och familjen vapenflugor. Inga underarter finns listade i Catalogue of Life.